# Powiat tyski

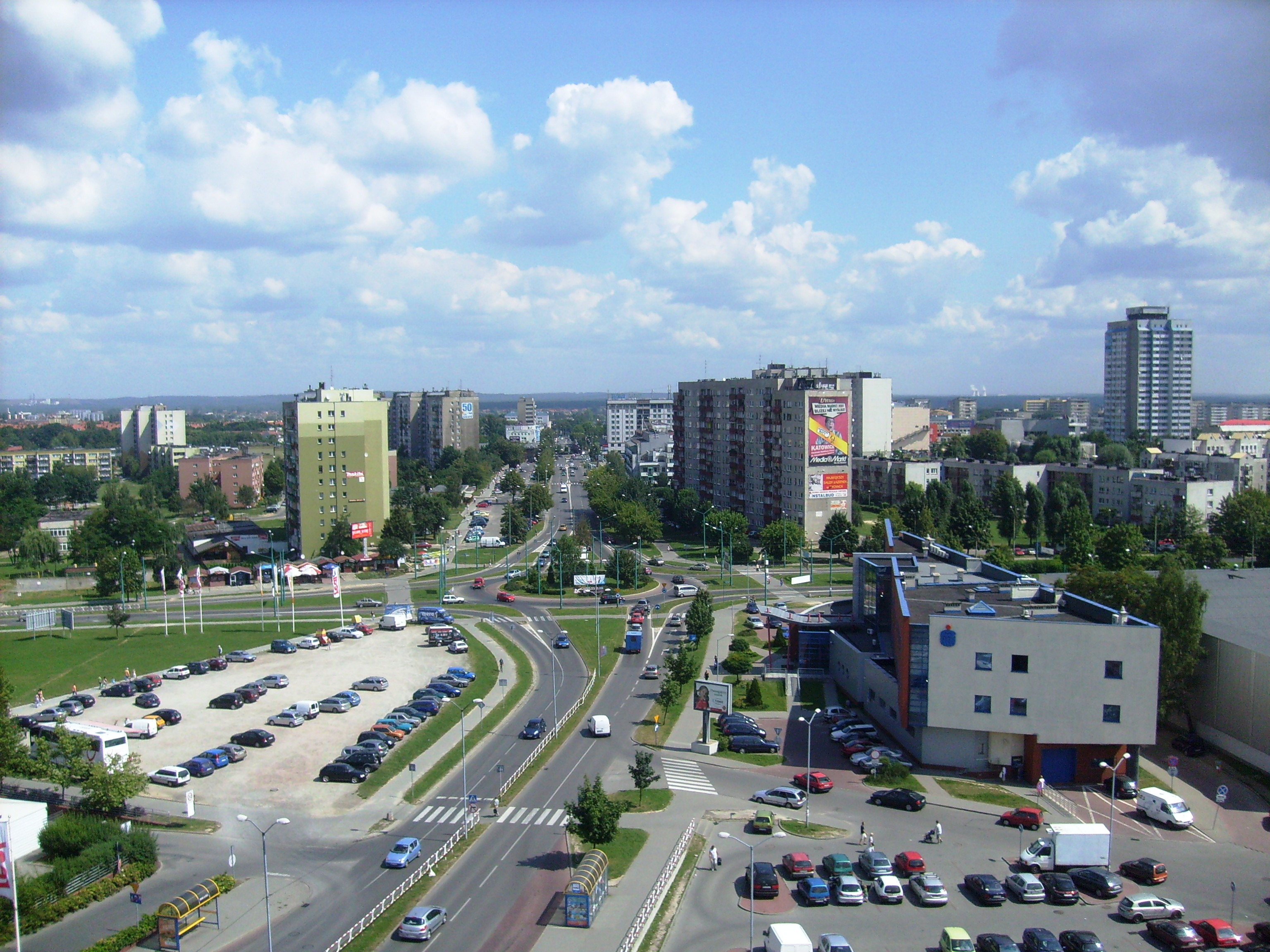
Centrum Tychów – Rondo Lwowskie

Powiat tyski – dawny powiat istniejący w latach 1954–1975 w woj. katowickim (początkowo jako stalinogrodzkie) i 1999–2001 w woj. śląskim – samo miasto Tychy nie wchodziło wtedy w skład powiatu. Jego ośrodkiem administracyjnym były Tychy. 1 stycznia 2002 roku siedziba powiatu została przeniesiona do Bierunia, a sam powiat zmienił nazwę na powiat bieruńsko-lędziński.

## Utworzenie powiatu
Powiat tyski został powołany dnia 1 października 1954 roku w województwie stalinogrodzkim, jako jeden z pierwszych powiatów utworzonych tuż po wprowadzeniu gromad w miejsce dotychczasowych gmin (29 września 1954) jako podstawowych jednostek administracyjnych PRL. Na powiat tyski złożyły się 4 miasta i 23 gromady, które wyłączono z powiatu pszczyńskiego w tymże województwie (w praktyce gromady te należały do powiatu pszczyńskiego przez zaledwie dwa dni):
- miasta: Bieruń Stary, Łaziska Górne, Mikołów i Tychy
- gromady: Bieruń Nowy, Borowa Wieś, Chełm, Dziećkowice, Gardawice, Goławiec, Gostyń, Hołdunów, Imielin, Jaśkowice, Kostuchna, Kosztowy, Lędziny, Łaziska Średnie, Mokre, Murcki, Ornontowice, Orzesze, Podlesie, Urbanowice, Wesoła, Woszczyce i Wyry

31 grudnia 1960 z powiatu tyskiego wyłączono gromadę Ornontowice i włączono ją do powiatu rybnickiego.

## Zmiany wewnętrzne
1 stycznia 1956 roku z powiatu tyskiego wyłączono miasto Tychy i utworzono w nim powiat miejski. Tychy były jednak w dalszym ciągu siedzibą powiatu tyskiego. 20 grudnia 1956 roku przywrócono województwu stalinogrodzkiemu jego pierwotną nazwę województwo katowickie.
W latach 1954–1957 osiem gromad uzyskało prawa osiedla: Kostuchna, Łaziska Średnie, Murcki, Wesoła (już 13 listopada 1954), Hołdunów, Orzesze (1956), Imielin i Lędziny (1957).
W kolejnych latach sześć z ośmiu osiedli uzyskało prawa miejskie i zostało przekształcone w miasta: Orzesze, Wesoła (1962), Lędziny (1966), Imielin, Kostuchna i Murcki (1967).

## Reformy w latach 70. i łączenie jednostek
Po zniesieniu gromad i osiedli oraz reaktywacji gmin z dniem 1 stycznia 1973 roku powiat tyski podzielono na 9 miast i 7 gmin:
- miasta: Bieruń Stary, Imielin, Kostuchna, Lędziny, Łaziska Górne, Mikołów, Murcki, Orzesze i Wesoła
- gminy: Bieruń Stary, Gardawice, Imielin, Kostuchna, Mokre, Wesoła i Wyry

27 maja 1975 roku, a więc pięć dni przed reformą likwidującą powiaty, odbyła się wielka akcja przyłączania jednostek administracyjnych do większych sąsiednich ośrodków miejskich. Spośród 16 jednostek powiatu tyskiego aż 13 utraciło tego dnia suwerenność:
- do Tychów[12]: 
  - miasta: Bieruń Stary, Imielin i Lędziny
  - gminy: Bieruń Stary, Imielin i Wyry
- do Katowic[12]:
  - miasta: Kostuchna i Murcki
  - gmina: Kostuchna
- do Mysłowic[12]:
  - miasto: Wesoła
  - gmina: Wesoła
- do Mikołowa[13]: 
  - gmina: Mokre
- do Orzesza[13]:
  - gmina: Gardawice

Po tak obszernej komasacji powiat tyski od 27 maja do 31 maja 1975 roku składał się jedynie z enklaw miejskich: Łaziska Górne, Mikołów i Orzesze.
Po reformie administracyjnej obowiązującej od 1 czerwca 1975 roku skrawki terytorium zniesionego powiatu tyskiego włączono do nowego (mniejszego) województwa katowickiego.

## Odtwarzanie jednostek i reforma 1999
2 kwietnia 1991 roku prawa miejskie odzyskały Bieruń i Lędziny, przywrócono też gminę Wyry. Nieco później, 30 grudnia 1994 roku status miasta odzyskał Imielin, odtworzono także dawną gminę Chełm Śląski (do 1954 gmina w powiecie pszczyńskim a w latach 1954–1973 już jako gromada w powiecie tyskim).
Wraz z kolejną reformą administracyjną przywrócono 1 stycznia 1999 roku w województwie śląskim powiat tyski o obszarze mocno okrojonym w porównaniu z tym z początku 1975 roku. Był to najmniejszy pod względem powierzchni i ludności powiat ziemski w województwie śląskim oraz najmniejszy pod względem powierzchni powiat ziemski w Polsce. Przyczyniło się do tego równoczesne utworzenie (po raz pierwszy) powiatu mikołowskiego oraz fakt że spora część dawnych terenów powiatu tyskiego pozostawała w dalszym ciągu w obrębie Tychów, Katowic i Mysłowic. Na powiat złożyły się:
- 3 gminy miejskie (miasta): Bieruń, Imielin i Lędziny
- 2 gminy wiejskie: Bojszowy i Chełm Śląski

Gmina Bojszowy istniała do 1954 roku w powiecie pszczyńskim, następnie została reaktywowana 1 stycznia 1973 roku w tymże powiecie lecz została zniesiona 1 lutego 1977 roku przez włączenie do gminy Pszczyna oraz do Tychów. 2 lutego 1991 roku gminę reaktywowano w województwie katowickim. Tak więc z dniem 1 stycznia 1999 roku gmina Bojszowy po raz pierwszy należała do powiatu tyskiego. Tychy stały się ponownie siedzibą starostwa, lecz nie wchodziły w skład powiatu, stanowiąc miasto na prawach powiatu.

## Przemianowanie
1 stycznia 2002 roku zmieniono nazwę powiatu tyskiego na powiat bieruńsko-lędziński z jednoczesnym przeniesieniem siedziby władz powiatowych z Tychów do Bierunia.